# هومبيرتو ألونسو موريلي
هومبيرتو ألونسو موريلي (بالإسبانية: Humberto Alonso Morelli)‏ هو سياسي مكسيكي، ولد في 26 نوفمبر 1971 في مدينة فيراكروز في المكسيك. حزبياً، نشط في حزب العمل الوطني. وقد انتخب عضو مجلس النواب المكسيك.